# Steve Redgrave
Steve Redgrave o Steven Redgrave CBE (Marlow, Regne Unit 1962) és un remador anglès ja retirat, considerat un dels millors de tota la història i guanyador de sis medalles olímpiques i dotze medalles mundialistes.

## Biografia
Va néixer el 23 de març de 1962 a la ciutat de Marlow, població situada al comtat anglès de Buckinghamshire. Es casà l'any 1988 amb la també remadora Ann Calloway.
L'any 1987 fou nomenat membre (MBE) de l'Orde de l'Imperi Britànic, el 1997 fou nomenat comandant (CBE) i el 2001 fou ordenat cavaller ostentant el títol de "sir".

## Carrera esportiva
Redgrave mesura 1.95 metres i pesa més de 100 quilos. Va participar, als 22 anys, en els Jocs Olímpics d'Estiu de 1984 realitzats a Los Angeles (Estats Units), on va guanyar la medalla d'or en la prova masculina de quatre amb timoner. Anteriorment, però, ja havia aconseguit guanyar el títol de campió mundial junior el 1979, la Double Sculls Challenge Cup el 1981, la Diamond Challenge Sculls el 1983 i el primer títol del Campionat del Món de rem l'any 1983.
A partir d'aquell moment la progressió fou increïble, en els Jocs Olímpics d'Estiu de 1988 ralitzats a Seül (Corea del Sud) aconseguí guanyar dues medalles, la medalla d'or en la prova de dos sense timoner al costat d'Andy Holmes i la medalla de bronze en la prova de dos amb timoner al costat d'Andy Holmes i Patrick Sweeney. Després d'aquest èxit Holmes es va lesionar i abandonà la competició activa, motiu pel qual Redgrave també l'abandonà. En els Mundials de 1989, però, retornà a la competició al costat de Simon Berrisford i aconseguí guanyar la medalla de plata.
El 1990 s'uní a Matthew Pinsent, amb el qual aquell mateix any aconseguí guanyar una medalla de bronze al Mundial, metall que es transformà en plata l'any següent. En els Jocs Olímpics d'Estiu de 1992 celebrats a Barcelona (Catalunya) aconseguí la victòria en la prova de dos sense timoner al costat de Pinsent, un èxit que repetí en els Jocs Olímpics d'Estiu de 1996 realitzats a Atlanta (Estats Units). Finalment en els Jocs Olímpics d'Estiu de 2000 realitzats a Sydney (Austràlia) aconseguí una nova medalla d'or, en aquesta ocasió en la prova masculina de quatre sense timoner.
Al llarg de la seva carrera ha guanyat tres medalles als Jocs de la Commonwealth. Així mateix, l'any 1989 es proclamà campió nacional de bobsleigh.